# Puchar Świata w kolarstwie torowym 2009/2010
Puchar Świata w kolarstwie torowym w sezonie 2009/2010 to 18. edycja tej imprezy. Organizowany przez UCI, obejmował cztery rundy: w brytyjskim Manchesterze w dniach 30 października-1 listopada 2009 roku, w australijskim Melbourne w dniach 19-21 listopada 2009, w kolumbijskim Cali w dniach 10-12 grudnia 2010 oraz stolicy Chin - Pekinie w dniach 22-24 stycznia 2010 roku.
Trofeum sprzed roku obroniła reprezentacja Niemiec.

## Klasyfikacja narodów
| Miejsce | Państwo         | Punkty |
| ------- | --------------- | ------ |
| 1.      | Niemcy          | 342    |
| 2.      | Australia       | 325    |
| 3.      | Holandia        | 225    |
| 4.      | Wielka Brytania | 223    |
| 5.      | Chiny           | 208    |
| 6.      | Nowa Zelandia   | 183    |
| 7.      | Francja         | 160    |
| 8.      | Litwa           | 140    |
| 9.      | Ukraina         | 132    |
| 10.     | Team Jayco      | 126    |

## Wyniki

### Mężczyźni

#### Keirin
| Lp | Miasto               | 1. miejsce        | 2. miejsce         | 3. miejsce        |
| -- | -------------------- | ----------------- | ------------------ | ----------------- |
| 1. | Manchester           | Chris Hoy         | Christos Volikakis | Maximilian Levy   |
| 2. | Melbourne            | Carsten Bergemann | Azizulhasni Awang  | Josiah Ng Onn Lam |
| 3. | Cali                 | Michaël D’Almeida | Teun Mulder        | Andrij Wynokourow |
| 4. | Pekin                | Azizulhasni Awang | Jason Niblett      | Daniel Ellis      |
|    | Klasyfikacja końcowa | Azizulhasni Awang | Maximilian Levy    | Jason Niblett     |

#### 1000 m
| Lp | Miasto               | 1. miejsce        | 2. miejsce       | 3. miejsce       |
| -- | -------------------- | ----------------- | ---------------- | ---------------- |
| 1. | Manchester           | Stefan Nimke      | David Daniell    | Wang Chongyang   |
| 2. | Melbourne            | Scott Sunderland  | Wang Chongyang   | Teun Mulder      |
| 3. | Cali                 | Michaël D’Almeida | François Pervis  | Jewhen Bolibruch |
| 4. | Pekin                | Zhang Miao        | Joachim Eilers   | Kamil Kuczyński  |
|    | Klasyfikacja końcowa | Wang Chongyang    | Scott Sunderland | David Daniell    |

#### Sprint indywidualny
| Lp | Miasto               | 1. miejsce     | 2. miejsce        | 3. miejsce       |
| -- | -------------------- | -------------- | ----------------- | ---------------- |
| 1. | Manchester           | Chris Hoy      | Matthew Crampton  | Jason Kenny      |
| 2. | Melbourne            | Shane Perkins  | Kévin Sireau      | Matthew Crampton |
| 3. | Cali                 | Kévin Sireau   | Robert Förstemann | Maximilian Levy  |
| 4. | Pekin                | Edward Dawkins | Michaël D’Almeida | Kévin Sireau     |
|    | Klasyfikacja końcowa | Kévin Sireau   | Shane Perkins     | Matthew Crampton |

#### Sprint drużynowy
| Lp | Miasto               | 1. miejsce                                                 | 2. miejsce                                                       | 3. miejsce                                                      |
| -- | -------------------- | ---------------------------------------------------------- | ---------------------------------------------------------------- | --------------------------------------------------------------- |
| 1. | Manchester           | Team Sky + Hd Ross Edgar Chris Hoy Jamie Staff             | Wielka Brytania · Matthew Crampton · David Daniell · Jason Kenny | Niemcy · Robert Förstemann · Stefan Nimke · Tobias Wächter      |
| 2. | Melbourne            | Team Jayco Scott Sunderland Shane Perkins Daniel Ellis     | Niemcy · Carsten Bergemann · René Enders · Tobias Wächter        | Rosja · Siergiej Borysow · Dienis Dmitrijew · Siergiej Kuczerow |
| 3. | Cali                 | Cofidis Teun Mulder François Pervis Kévin Sireau           | Niemcy · Robert Förstemann · Maximilian Levy · Mathias Stumpf    | Ukraina · Jewhen Bolibruch · Jurij Cupyk · Andrij Wynokurow     |
| 4. | Pekin                | Francja · Grégory Baugé · Kévin Sireau · Michaël D’Almeida | Team Jayco René Enders Maximilian Levy Stefan Nimke              | Chiny · Cheng Changsong · Zhang Lei · Zhang Miao                |
|    | Klasyfikacja końcowa | Niemcy                                                     | Team Jayco                                                       | Cofidis                                                         |

#### Wyścig indywidualny na dochodzenie
| Lp | Miasto               | 1. miejsce       | 2. miejsce          | 3. miejsce         |
| -- | -------------------- | ---------------- | ------------------- | ------------------ |
| 1. | Manchester           | Geraint Thomas   | Dominique Cornu     | Witalij Szczedow   |
| 2. | Melbourne            | Jesse Sergent    | Rohan Dennis        | Witalij Szczedow   |
| 3. | Cali                 | Witalij Popkow   | Juan Esteban Arango | Gediminas Bagdonas |
| 4. | Pekin                | Witalij Szczedow | Michael Hepburn     | Walerij Kajkow     |
|    | Klasyfikacja końcowa | Witalij Szczedow | Walerij Kajkow      | Witalij Popkow     |

#### Wyścig drużynowy na dochodzenie
| Lp | Miasto               | 1. miejsce                                                                       | 2. miejsce                                                                    | 3. miejsce                                                                        |
| -- | -------------------- | -------------------------------------------------------------------------------- | ----------------------------------------------------------------------------- | --------------------------------------------------------------------------------- |
| 1. | Manchester           | Wielka Brytania · Steven Burke · Edward Clancy · Andrew Tennant · Geraint Thomas | Hiszpania · Sergi Escobar · David Muntaner · Antonio Tauler · Eloy Teruel     | Ukraina · Maksym Fonrabe · Maksym Poliszczuk · Witalij Szczedow · Roman Kononenko |
| 2. | Melbourne            | Australia · Rohan Dennis · Luke Durbridge · Michael Hepburn · Cameron Meyer      | Wielka Brytania · Steven Burke · Edward Clancy · Andrew Tennant · Andrew Fenn | Nowa Zelandia · Sam Bewley · Peter Latham · Jesse Sergent · Marc Ryan             |
| 3. | Cali                 | Kolumbia · Juan Esteban Arango · Arles Castro · Edwin Ávila · Weimar Roldán      | Lokomotiv Artur Jerszow Walerij Kajkow Jewgienij Szałunow Kiriłł Swiesznikow  | Hiszpania · Pablo Bernal · Ramon Domene · Sergi Escobar · Luis Mas                |
| 4. | Pekin                | Australia · Leigh Howard · Luke Durbridge · Michael Hepburn · Cameron Meyer      | Holandia · Levi Heimans · Arno van der Zwet · Tim Veldt · Sipke Zijlstra      | Nowa Zelandia · Thomas Scully · Shane Archbold · Myron Simpson · Aaron Gate       |
|    | Klasyfikacja końcowa | Wielka Brytania                                                                  | Australia                                                                     | Hiszpania                                                                         |

#### Scratch
| Lp | Miasto               | 1. miejsce        | 2. miejsce     | 3. miejsce         |
| -- | -------------------- | ----------------- | -------------- | ------------------ |
| 1. | Manchester           | Iwan Kowalow      | Łukasz Bujko   | Serhij Łahkuti     |
| 2. | Melbourne            | Thomas Scully     | Łukasz Bujko   | Wiktor Szmałko     |
| 3. | Cali                 | Ángel Darío Colla | Erik Mohs      | Leonardo Duque     |
| 4. | Pekin                | Zachary Bell      | Hayden Godfrey | Werner Riebenbauer |
|    | Klasyfikacja końcowa | Łukasz Bujko      | Zachary Bell   | Ángel Darío Colla  |

#### Madison
| Lp | Miasto               | 1. miejsce                                | 2. miejsce                             | 3. miejsce                                     |
| -- | -------------------- | ----------------------------------------- | -------------------------------------- | ---------------------------------------------- |
| 1. | Manchester           | Belgia · Tim Mertens · Kenny De Ketele    | Niemcy · Roger Kluge · Robert Bartko   | Rosja · Siergiej Kolesnikow · Aleksiej Schmidt |
| 2. | Melbourne            | Nowa Zelandia · Marc Ryan · Thomas Scully | Niemcy · Robert Bengsch · Marcel Kalz  | Ukraina · Serhij Łahkuti · Mychajło Radionow   |
| 3. | Cali                 | Niemcy · Marcel Barth · Erik Mohs         | Lokomotiv Artur Jerszow Walerij Kajkow | Kolumbia · Carlos Ospina · Carlos Urán         |
| 4. | Pekin                | Hongkong · Kwok Ho Ting · Choi Ki Ho      | Włochy · Angelo Ciccone · Elia Viviani | Nowa Zelandia · Myron Simpson · Thomas Scully  |
|    | Klasyfikacja końcowa | Niemcy                                    | Nowa Zelandia                          | Belgia                                         |

#### Wyścig punktowy
| Lp | Miasto               | 1. miejsce       | 2. miejsce       | 3. miejsce    |
| -- | -------------------- | ---------------- | ---------------- | ------------- |
| 1. | Manchester           | Chris Newton     | Kwok Ho Ting     | Roger Kluge   |
| 2. | Melbourne            | Cameron Meyer    | Joanis Tamuridis | Łukasz Bujko  |
| 3. | Cali                 | Joanis Tamuridis | Iljo Keisse      | Marcel Barth  |
| 4. | Pekin                | Zachary Bell     | Kwok Ho Ting     | Thomas Scully |
|    | Klasyfikacja końcowa | Joanis Tamuridis | Kwok Ho Ting     | Zachary Bell  |

### Kobiety

#### Keirin
| Lp | Miasto               | 1. miejsce         | 2. miejsce     | 3. miejsce     |
| -- | -------------------- | ------------------ | -------------- | -------------- |
| 1. | Manchester           | Simona Krupeckaitė | Guo Shuang     | Anna Meares    |
| 2. | Melbourne            | Anna Meares        | Guo Shuang     | Christin Muche |
| 3. | Cali                 | Christin Muche     | Emily Rosemond | Diana García   |
| 4. | Pekin                | Guo Shuang         | Miriam Welte   | Lee Wai Sze    |
|    | Klasyfikacja końcowa | Guo Shuang         | Christin Muche | Anna Meares    |

#### 500 m
| Lp | Miasto               | 1. miejsce         | 2. miejsce         | 3. miejsce         |
| -- | -------------------- | ------------------ | ------------------ | ------------------ |
| 1. | Manchester           | Anna Meares        | Victoria Pendleton | Willy Kanis        |
| 2. | Melbourne            | Anna Meares        | Kaarle McCulloch   | Sandie Clair       |
| 3. | Cali                 | Simona Krupeckaitė | Willy Kanis        | Lisandra Guerra    |
| 4. | Pekin                | Willy Kanis        | Gong Jinjie        | Anna Meares        |
|    | Klasyfikacja końcowa | Anna Meares        | Willy Kanis        | Simona Krupeckaitė |

#### Sprint indywidualny
| Lp | Miasto               | 1. miejsce         | 2. miejsce  | 3. miejsce         |
| -- | -------------------- | ------------------ | ----------- | ------------------ |
| 1. | Manchester           | Victoria Pendleton | Guo Shuang  | Simona Krupeckaitė |
| 2. | Melbourne            | Anna Meares        | Guo Shuang  | Willy Kanis        |
| 3. | Cali                 | Simona Krupeckaitė | Willy Kanis | Lisandra Guerra    |
| 4. | Pekin                | Guo Shuang         | Anna Meares | Lin Junhong        |
|    | Klasyfikacja końcowa | Guo Shuang         | Anna Meares | Willy Kanis        |

#### Sprint drużynowy
| Lp | Miasto               | 1. miejsce                                 | 2. miejsce                                     | 3. miejsce                                   |
| -- | -------------------- | ------------------------------------------ | ---------------------------------------------- | -------------------------------------------- |
| 1. | Manchester           | Australia · Kaarle McCulloch · Anna Meares | Holandia · Yvonne Hijgenaar · Willy Kanis      | Niemcy · Dana Glöß · Miriam Welte            |
| 2. | Melbourne            | Chiny · Gong Jinjie · Lin Junhong          | Holandia · Yvonne Hijgenaar · Willy Kanis      | Australia · Emily Rosemond · Anna Meares     |
| 3. | Cali                 | Holandia · Yvonne Hijgenaar · Willy Kanis  | Litwa · Simona Krupeckaitė · Gintarė Gaivenytė | Rosja · Wiktorija Baranowa · Olga Strielcowa |
| 4. | Pekin                | Chiny · Gong Jinjie · Lin Junhong          | Holandia · Yvonne Hijgenaar · Willy Kanis      | Australia · Emily Rosemond · Anna Meares     |
|    | Klasyfikacja końcowa | Holandia                                   | Australia                                      | Chiny                                        |

#### Wyścig indywidualny na dochodzenie
| Lp | Miasto               | 1. miejsce        | 2. miejsce        | 3. miejsce        |
| -- | -------------------- | ----------------- | ----------------- | ----------------- |
| 1. | Manchester           | Wendy Houvenaghel | Josephine Tomic   | Vera Koedooder    |
| 2. | Melbourne            | Wendy Houvenaghel | Alison Shanks     | Łesia Kałytowśka  |
| 3. | Cali                 | Sarah Hammer      | Tara Whitten      | Vilija Sereikaitė |
| 4. | Pekin                | Alison Shanks     | Vilija Sereikaitė | Tara Whitten      |
|    | Klasyfikacja końcowa | Wendy Houvenaghel | Alison Shanks     | Vilija Sereikaitė |

#### Wyścig drużynowy na dochodzenie
| Lp | Miasto               | 1. miejsce                                                                  | 2. miejsce                                                             | 3. miejsce                                                       |
| -- | -------------------- | --------------------------------------------------------------------------- | ---------------------------------------------------------------------- | ---------------------------------------------------------------- |
| 1. | Manchester           | Wielka Brytania · Elizabeth Armitstead · Wendy Houvenaghel · Joanna Rowsell | Niemcy · Verena Jooß · Lisa Brennauer · Madeleine Sandig               | Australia · Tess Downing · Belinda Goss · Josephine Tomic        |
| 2. | Melbourne            | Nowa Zelandia · Kaytee Boyd · Lauren Ellis · Alison Shanks                  | Wielka Brytania · Katie Colclough · Wendy Houvenaghel · Joanna Rowsell | Australia · Ashlee Ankudinoff · Sarah Kent · Josephine Tomic     |
| 3. | Cali                 | Kanada · Tara Whitten · Laura Brown · Stephanie Roorda                      | Stany Zjednoczone · Dotsie Bausch · Sarah Hammer · Lauren Tamayo       | Litwa · Vaida Pikauskaitė · Vilija Sereikaitė · Aušrinė Trebaitė |
| 4. | Pekin                | Australia · Ashlee Ankudinoff · Sarah Kent · Josephine Tomic                | Nowa Zelandia · Jaime Nielsen · Lauren Ellis · Alison Shanks           | Kanada · Tara Whitten · Laura Brown · Stephanie Roorda           |
|    | Klasyfikacja końcowa | Australia                                                                   | Nowa Zelandia                                                          | Wielka Brytania                                                  |

#### Scratch
| Lp | Miasto               | 1. miejsce           | 2. miejsce           | 3. miejsce           |
| -- | -------------------- | -------------------- | -------------------- | -------------------- |
| 1. | Manchester           | Belinda Goss         | Jewgienija Romaniuta | Shelley Olds         |
| 2. | Melbourne            | Jewgienija Romaniuta | Giorgia Bronzini     | Theresa Cliff-Ryan   |
| 3. | Cali                 | Tacciana Szarakowa   | Giorgia Bronzini     | Yumari González      |
| 4. | Pekin                | Vera Koedooder       | Aušrinė Trebaitė     | Jewgienija Romaniuta |
|    | Klasyfikacja końcowa | Jewgienija Romaniuta | Giorgia Bronzini     | Vera Koedooder       |

#### Wyścig punktowy
| Lp | Miasto               | 1. miejsce           | 2. miejsce         | 3. miejsce           |
| -- | -------------------- | -------------------- | ------------------ | -------------------- |
| 1. | Manchester           | Elizabeth Armitstead | Yumari González    | Jewgienija Romaniuta |
| 2. | Melbourne            | Giorgia Bronzini     | Shelley Olds       | Madeleine Sandig     |
| 3. | Cali                 | Giorgia Bronzini     | Tara Whitten       | Charlotte Becker     |
| 4. | Pekin                | Megan Dunn           | Jelena Czałych     | Giorgia Bronzini     |
|    | Klasyfikacja końcowa | Giorgia Bronzini     | Tacciana Szarakowa | Yumari González      |